# بيتر هوكينز
بيتر هوكينز (بالإنجليزية: Peter Hawkins)‏ (18 سبتمبر 1978 في المملكة المتحدة - ) هو لاعب كرة قدم بريطاني في مركز الدفاع. لعب مع إبسفليت يونايتد وتونبريدج أنغلز وروشدين ودايموندز ونادي يورك سيتي وميدستون يونايتد وRochester United F.C. ‏ ونادي ويمبلدون وتشاثام تاون ‏ وWhitstable Town F.C. ‏.

## وصلات خارجية
- بيتر هوكينز على موقع قاعدة بيانات كرة القدم.إي يو (الإنجليزية)
- بيتر هوكينز على موقع Soccerbase.com (لاعب) (الإنجليزية)